# The Silence of the Lambs (boek)
The Silence of the Lambs (vertaald als De schreeuw van het lam) is een boek geschreven door Thomas Harris, en zijn tweede werk over de sociopathische kannibaal Dr. Hannibal Lecter. Het verscheen in 1988.
Het boek werd in 1991 verfilmd door Jonathan Demme: The Silence of the Lambs (film). Op enkele details na werd het boek volledig gevolgd.

## Het verhaal
Clarice Starling is in opleiding bij de FBI. Ze hoopt later een baan te vinden bij Gedragswetenschappen, die zich bezighouden met seriemoordenaars. Jack Crawford, die daar werkt, vraagt Starling te gaan praten met dr. Lecter. Hij kan voor een doorbraak zorgen in de zaak Buffalo Bill.
Er zijn namelijk al enkele jonge vrouwen vermoord. Ze werden gevild.
Lecter ontvangt Starling en zorgt inderdaad voor een doorbraak. Starling helpt mee, maar als de moordenaar gearresteerd wordt, zit zij 500 kilometer daarvandaan. Of dat denkt men.
In feite woont Buffalo Bill, die eigenlijk Jame Gumb heet, in Calumet City, waar Starling op onderzoek is. Ze belt aan bij Gumb.
Starling slaagt erin hem neer te schieten, en zijn laatste slachtoffer, Catherine Martin Baker, de dochter van een senator, levend te redden.